# Pär Hellström
Pär Anton Hellström, född 26 april 1943, död 6 december 2010 i Helga Trefaldighets församling i Uppsala, var en svensk litteraturvetare, docent i litteraturvetenskap vid Uppsala universitet. Fil.dr. 1976. 
Hellström hade sin specialitet i modernistisk lyrik och prosa (bland andra Gunnar Ekelöfs Strountesdiktning) samt äldre kinesisk diktning. Han är gravsatt i minneslunden på Uppsala gamla kyrkogård.